# Szorapani
Szorapani – osiedle typu miejskiego w Gruzji, w regionie Imeretia. W 2014 roku liczyła 1258 mieszkańców.